# Alford (Florida)
Alford es un pueblo ubicado en el condado de Jackson en el estado estadounidense de Florida. En el Censo de 2010 tenía una población de 489 habitantes y una densidad poblacional de 174,33 personas por km².

## Geografía
Alford se encuentra ubicado en las coordenadas 30°41′44″N 85°23′41″O / 30.69556, -85.39472. Según la Oficina del Censo de los Estados Unidos, Alford tiene una superficie total de 2.8 km², de la cual 2.77 km² corresponden a tierra firme y (1.11%) 0.03 km² es agua.

## Demografía
Según el censo de 2010, había 489 personas residiendo en Alford. La densidad de población era de 174,33 hab./km². De los 489 habitantes, Alford estaba compuesto por el 93.05% blancos, el 2.04% eran afroamericanos, el 0.82% eran amerindios, el 0.82% eran asiáticos, el 0% eran isleños del Pacífico, el 1.84% eran de otras razas y el 1.43% pertenecían a dos o más razas. Del total de la población el 4.09% eran hispanos o latinos de cualquier raza.